# Palatul Camerei Deputaților
Palatul Camerei Deputaților (în prezent Palatul Patriarhiei) este o construcție din București, amplasată pe Dealul Mitropoliei. De-a lungul timpului edificiul a fost sediul instituției legislative a statului român, până la sfârșitul anului 1996, când a fost trecut de guvernul Văcăroiu (PDSR) în mod gratuit în administrarea Bisericii Ortodoxe Române.

## Istoricul locului
Primele date despre dealul pe care va fi construit viitorul Palat al Camerei Deputaților sunt din jurul anului 1650.  În acea perioadă Dealul Mitropoliei, ulterior Dealul Patriarhiei, era acoperit cu viile domnului și viile călugărilor de la Mitropolie. Ideea de a avea în mijlocul mitropoliei sediul forului legislativ nu este pur întâmplătoare, acest aspect este rezultatul unor cutume ale vremurilor. Conform acestor cutume Mitropolitul era de drept președintele boierilor, singurii cetățeni cu drept de vot, reuniți în adunarea deputaților.
Necesitatea de a avea sediul legislativului în dealul mitropoliei este și rezultatul faptului că prin tradiție Mitropolitul nu putea să-și părăsească locuința. Prin urmare obiceiul de a organiza adunarea deputaților la mitropolie devine o acțiune firească, în acest sens o parte din chiliile călugărilor fiind transformate într-o construcție care să permită reuniunile oficiale ale legislativului.

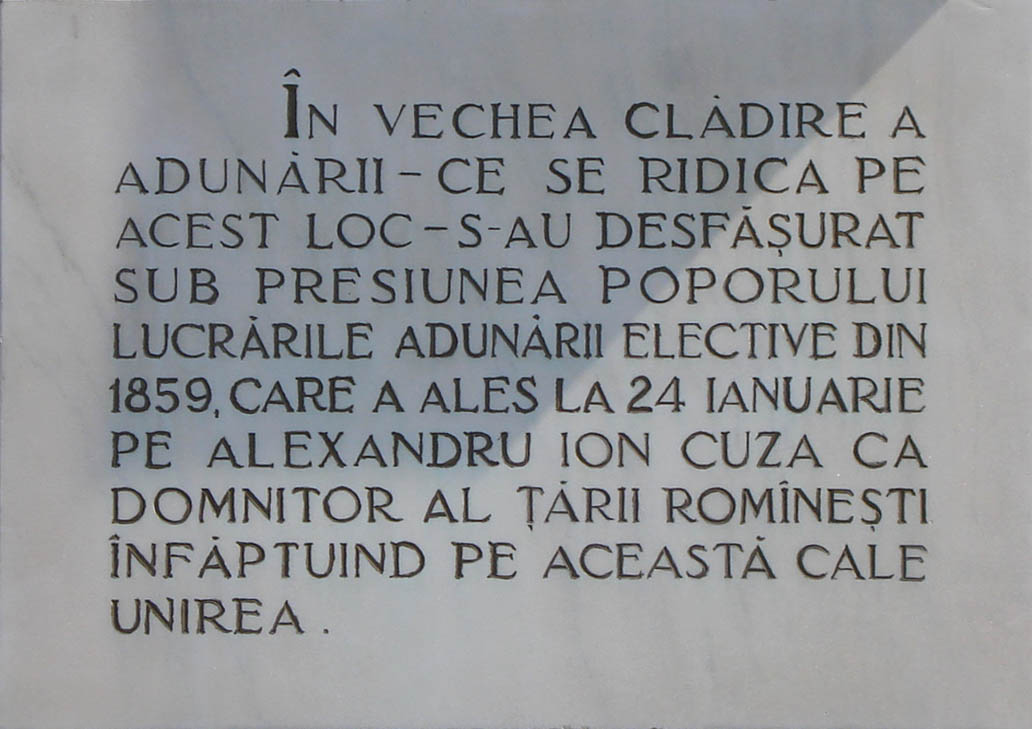
Placa comemorativă amplasată în prezent pe fațada Palatului Camerei Deputaților

În anul 1881 are loc repararea și reamenajarea vechii construcții a Adunării Deputaților, obținute din transformarea chiliilor și este adăugat un amfiteatru, asemănător Palatului Deputaților Germani (Reichstag). Amfiteatrul creat era mare, cochet, spațios și avea două rânduri de loji și o galerie. Deputații își desfășurau ședințele în sala de ședințe, o sală cu scaune dispuse în semicerc, în partea din față a acestuia exista o tribună, iar în dreapta tribunei era amplasată banca miniștrilor.
Clădirea era deschisă publicului pentru vizitare doar în afara orelor de ședință, în urma acordului obținut de la unul din funcționarii instituției. Cetățenii români puteau lua parte la lucrările camerei doar dacă aveau semnătura unui deputat pe un tichet de intrare, iar cetățenii străini aveau nevoie de semnătura ambasadei țării lor.

### Ridicarea palatului actual
În locul fostului palat al Adunării Deputaților, în anul 1907 a fost construit, după planurile arhitectului Dimitrie Maimarolu, noul palat al Camerei Deputaților, construcție păstrată până în prezent.

### Destinațiile palatului
În perioada socialistă edificiul a funcționat ca sediu al Marii Adunări Naționale, organul suprem al puterii de stat a Republicii Socialiste România. După evenimentele din 1989 a redevenit sediul Camerei Deputaților.

### Trecerea în posesia Bisericii Ortodoxe Române
În anul 1996 palatul a intrat în posesia Patriarhiei Române. Hotărârea privind transmiterea imobilului în administrarea Patriarhiei Bisericii Ortodoxe Române a fost adoptată de guvernul Văcăroiu în data de 8 octombrie 1996, cu mai puțin de o lună înaintea alegerilor legislative din 1996. Hotărârea respectivă a intrat în vigoare prin publicarea ei în Monitorul Oficial din 28 octombrie 1996, cu șase zile înaintea alegerilor.

### Trecerea în proprietatea Bisericii Ortodoxe Române
După adoptarea legii nr. 213/1998 privind proprietatea publică și regimul juridic al acesteia, a devenit posibilă trecerea unor imobile din domeniul public în domeniul privat al statului și înstrăinarea lor. În ședința guvernului Boc din 6 decembrie 2010 a fost adoptată hotărârea de guvern nr. 1229/2010, prin care o serie de imobile trecute de-a lungul timpului în administrarea Bisericii Ortodoxe Române au fost transmise de data aceasta în proprietatea Bisericii Ortodoxe Române. Pe lângă foste sedii de bănci și alte imobile din Alba Iulia, Miercurea Ciuc și Sfântu Gheorghe, la punctul 5 al hotărârii de guvern a fost trecut fostul sediu al Camerei Deputaților, imobil în suprafață de 17.690 mp.
Transferul de proprietate, cu titlu gratuit, în favoarea Bisericii Ortodoxe Române, precum și renovarea necorespunzătoare a imobilului de către noul proprietar, au fost criticate de Asociația Bucureștii Vechi și Noi.

## Descriere
Fațada construcției realizată în stil neo-clasic, cu o lungime de 80 m, are un parter impozant și este dominată de centrul acesteia, corpul intrării, decroșat având un peristil format din 6 coloane ionice, grupate câte două. Cupola clădirii, asemănătoare cu cea a Ateneului, aflată deasupra sălii de ședință, este prevăzută cu un lanternou, formând axa de compoziție a construcției. Fațada principală a edificiului are de o parte și de alta două volume de colț, subordonate din punct de vedere arhitectural corpului central.
Fațada laterală, partea de nord-est, este simetrică, iar arhitectura ordonată îi conferă un statut impunător. Fațada este ornată cu pilaștrii pe două nivele, iar corpurile de colț sunt decorate și dominante. 
Privind dinspre strada Națiunile Unite, pot fi observate cele patru nivele ale edificiului. Primul nivel are forma unui subasament masiv și este construit din piatră, al doilea nivel este puternic bosat, peste acesta fiind construit nivelul în care se intră prin fațada principală, dinspre biserica patriarhală.